# Gamle Bergen

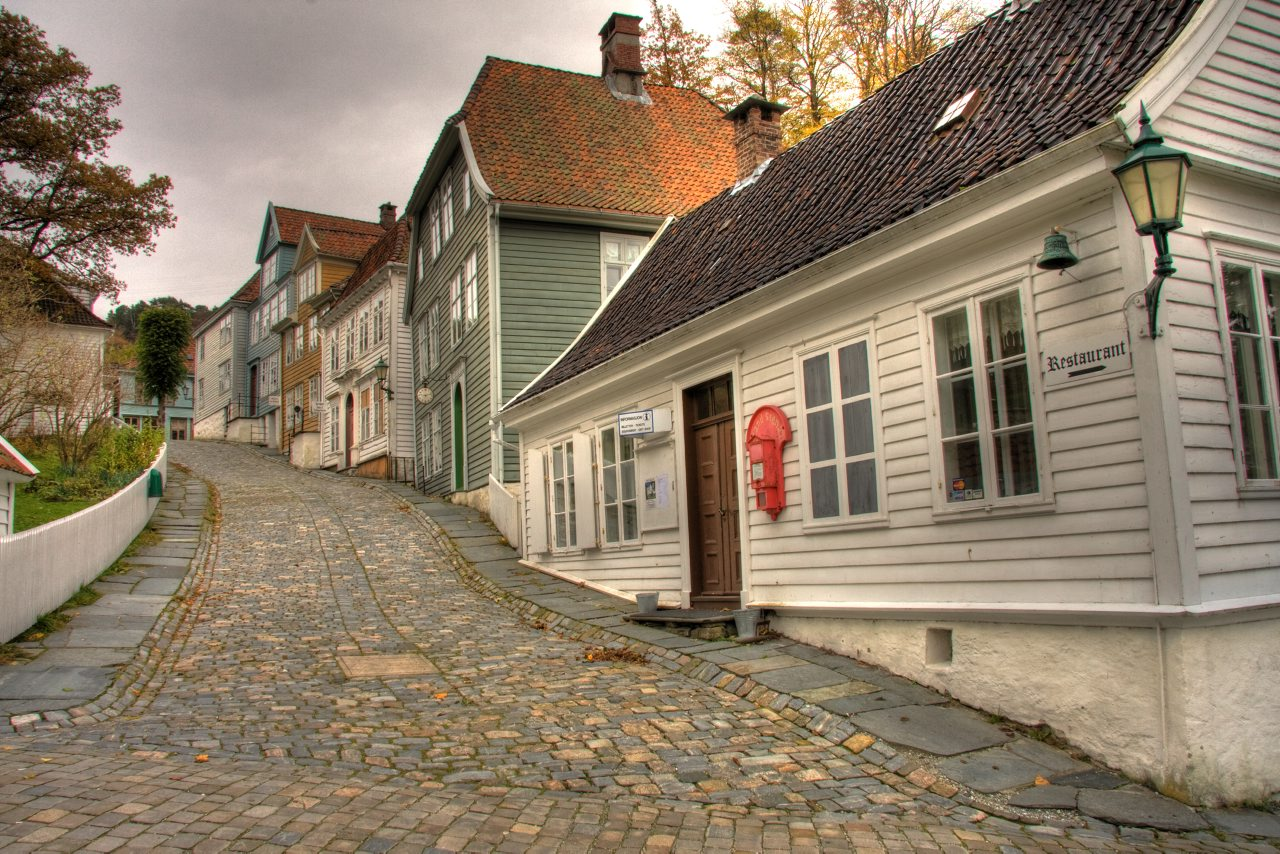
Gamle Bergen

Das Museum Gamle Bergen (deutsch Alt-Bergen) ist ein Freilichtmuseum in Bergen in Norwegen (fylke Vestland). Es befindet sich im Stadtteil Sandviken.
Das Museum ist heute Teil des Museums der Stadt Bergen. Es beherbergt etwa 50 Holzhäuser, die zwischen 1700 und 1800 erbaut worden sind. Ziel seiner Gründung war es, einen Teil der Stadt Bergen mit ihren Straßen, Plätzen und Gassen so zu erhalten, wie Europas größte Holzstadt im 18. Jahrhundert einmal ausgesehen hat. Das Ensemble besteht aus Privathäusern verschiedener Epochen, darunter eine Vielzahl von Geschäften und Werkstätten, wie Bäcker, Kaufmann, Uhrmacher, Fischer, Zahnarzt und Friseur.
Gamle Bergen wurde 1949 von der Foreningen Gamle Bergen eröffnet, die bereits im Jahr 1935 einige Teilbereiche rund um das alte Sommerhaus in Elsesro erworben hatte.
Von 1941 bis 1971 war der Architekt Kristian Bjerknes Direktor des Museums.